# Bionade

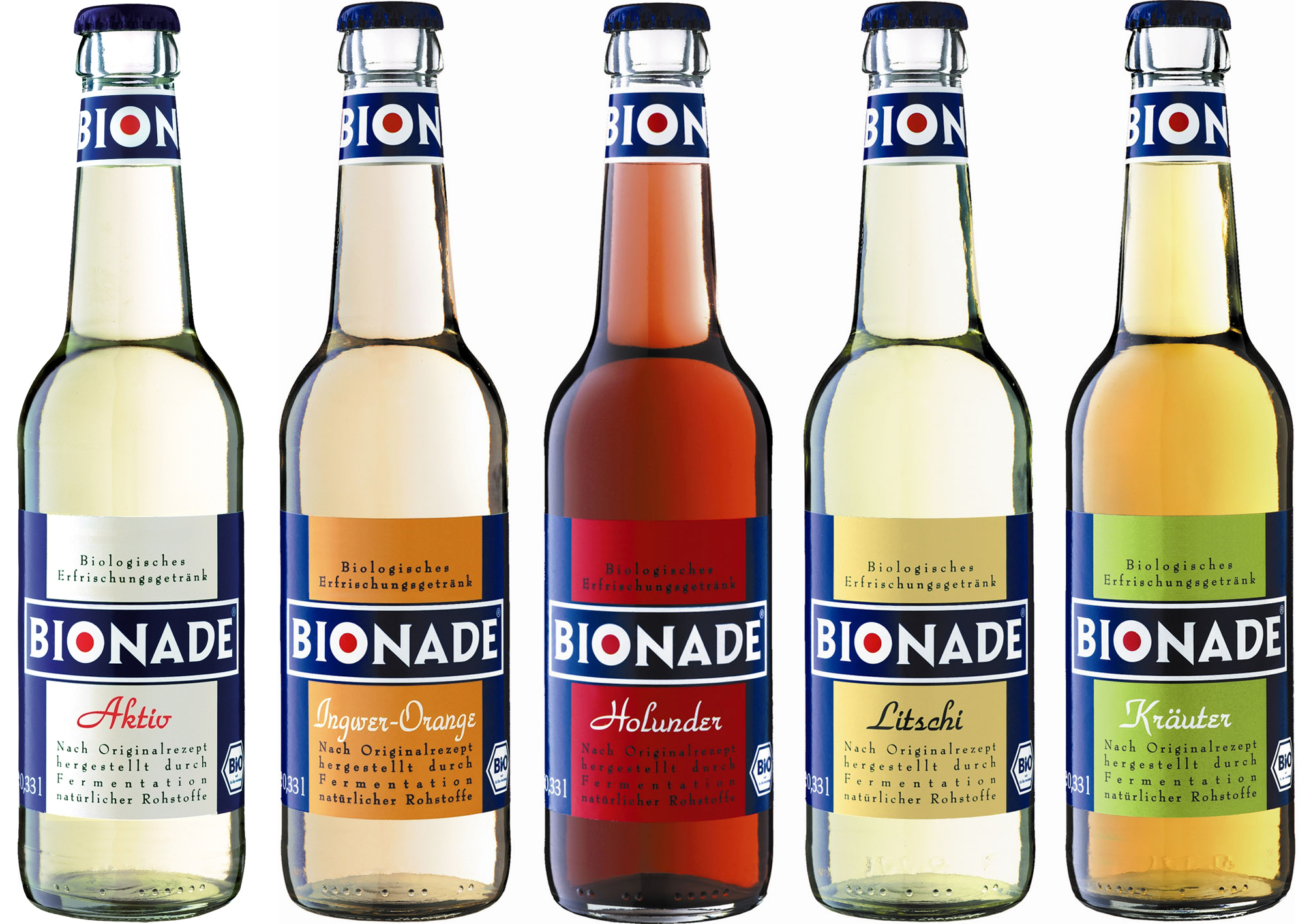

Bionade, läskedryck tillverkad av Bionade GmbH i Ostheim i Bayern.
Bionade har sedan 1995 haft stora framgångar på den tyska läskmarknaden. Den påminner om läsk (limonad) men framställs på ett annat sätt vilket bland annat minskar sockerhalten. Drycken bryggs genom jäsning av malt och vatten. Det som skiljer sig från bryggning av öl är att jäsningen producerar glukonsyra i stället för alkohol. Argenturen för Bionade i Sverige har Goodtrade.